# Batman Ninja vs. Les Yakuzas
Série
Batman Ninja
(2018)
Pour plus de détails, voir Fiche technique et Distribution.
Batman Ninja vs. Les Yakuzas (Batman Ninja vs. Yakuza League ; ニンジャバットマン対ヤクザリーグ) est un film d'animation américano-japonais réalisé par Junpei Mizusaki et Shinji Takagi et sorti en 2025. Il s'agit d'une suite à Batman Ninja, sorti en 2018.

## Fiche technique
Sauf indication contraire, les informations mentionnées dans cette section peuvent être confirmées par les bases de données cinématographiques IMDb et Allociné,  présentes dans la section « Liens externes ».
- Titre original anglophone : Batman Ninja vs. Yakuza League
- Titre original japonais : ニンジャバットマン対ヤクザリーグ
- Titre français : Batman Ninja vs. Les Yakuzas
- Réalisation : Junpei Mizusaki et Shinji Takagi
- Scénario : Kazuki Nakashima, d'après divers personnages de DC Comics
- Musique : Yūgo Kanno
- Direction artistique : Yasutomi Kishi et Shunsuke Ôyama
- Montage : Kiyoshi Hirose
- Production : Takenori Yamaguchi
- Société(s) de production : Warner Bros. Japan, DC Entertainment, Warner Bros. Animation, Kamikaze Douga, YamatoWorks et Barnum Studio
- Animation : Kamikaze Douga
- Sociétés de distribution : Warner Bros. Pictures / Warner Bros. Discovery Home Entertainment
- Budget : N/A
- Pays de production :  États-Unis,  Japon
- Langues originales : anglais, japonais
- Format : couleur
- Genre : animation, super-héros, fantastique
- Durée : 89 minutes
- Dates de sortie[1] :
  - États-Unis : 18 mars 2025 (vidéo à la demande)
  - Japon : 21 mars 2025 (vidéo à la demande)
  - France : 3 juillet 2025 (sur Max)
- Classification[2] :
  - États-Unis : PG-13

## Distribution

### Voix originales japonaises
Sources,,
- Kōichi Yamadera : Bruce Wayne / Batman
- Daisuke Ono : Dick Grayson / Nightwing
- Akira Ishida : Jason Todd / Red Hood
- Kengo Kawanishi : Tim Drake / Red Robin
- Yūki Kaji : Damian Wayne / Robin
- Hōchū Ōtsuka : Alfred Pennyworth
- Masaki Terasoma : Jim Gordon
- Wataru Takagi : Joker
- Rie Kugimiya :  "Harin, the Wild Jester"/ Harley Quinn
- Romi Park :  "Daiana Amazone, the Eagle Goddess" / Princesse Diana / Wonder Woman
- Ayane Sakura : "Zeshika the Emerald Ray" / Jessica Cruz / Green Lantern
- Akio Ōtsuka : "Ahsa, the Aqua Dragon" / Arthur Curry / Aquaman
- Nobuyuki Hiyama :  "Bari, the Fleet of Foot" / Barry Allen / Flash
- Takaya Kamikawa : "Kuraku, The Man of Steel" / Superman
- Kazuhiro Yamaji : Ra's al Ghul
- Tesshō Genda : "Deiō Dōmuzu" / Doomsday

### Voix originales anglophones
Source
- Joe Daniels : Bruce Wayne / Batman
- Houston Hayes : Dick Grayson / Nightwing
- David Matranga (en) : Jason Todd / Red Hood
- Nathan Wilson : Tim Drake / Red Robin
- Bryson Baugus (en) : Damian Wayne / Robin
- David Harbold : Alfred Pennyworth
- John Gremillion : Jim Gordon
- Scott Gibbs : Joker
- Karlii Hoch : "Harin, the Wild Jester"/ Harley Quinn
- Molly Searcy :  "Daiana Amazone, the Eagle Goddess" / Princesse Diana / Wonder Woman
- Annie Wild : "Zeshika the Emerald Ray" / Jessica Cruz / Green Lantern
- Cyrus Rodas : "Ahsa, the Aqua Dragon" / Arthur Curry / Aquaman
- Benjamin McLaughlin : "Bari, the Fleet of Foot" / Barry Allen / Flash
- Aaron Campbell : "Kuraku, The Man of Steel" / Superman
- John Swasey (en) : Ra's al Ghul
- Tesshō Genda : "Deiō Dōmuzu" / Doomsday

### Voix françaises
- Jérémie Covillault : Bruce Wayne / Batman
- Donald Reignoux : Dick Grayson / Nightwing
- Julien Chatelet : Jason Todd / Red Hood
- Gabriel Bismuth-Bienaimé : Tim Drake / Red Robin
- Arthur Raynal : Damian Wayne / Robin
- Jean-François Kopf : Alfred Pennyworth
- Patrick Raynal : James Gordon et Ubu
- Xavier Fagnon : le Joker
- Claire Baradat : Harley Quinn
- Marie Zidi : « Daiana, la Déesse aigle » / la princesse Diana / Wonder Woman
- Olivia Luccioni : Zeshika / Jessica Cruz / Green Lantern
- Lionel Tua : « Ahsa, le Dragon aquatique » / Arthur Curry / Aquaman
- Laurent Morteau : « Bari au pied leste » / Barry Allen / Flash
- Sylvain Agaësse : « Kuraku, l'Homme d'acier » / Superman
- Bernard Métraux : Ra's al Ghul
- Renaud Meyer et Aude Léger : voix additionnelles

 Source et légende : version française (VF) sur RS Doublage et les crédits de doublage à l'issue du générique de fin.

## Production
En mai 2024, il est annoncé qu'une suite de Batman Ninja est en développement, avec Junpei Mizusaki de retour comme réalisateur avec Kazuki Nakashima au scénario. Koichi Yamadera est également confirmé pour prêter sa voix à Batman.

## Sortie et accueil
Le film sort en vidéo à la demande aux Etats-Unis le 18 mars 2025, puis en Blu-ray Ultra HD, Blu-ray et DVD le 15 avril. En France, il est diffusé sur Max en juillet 2025.